# Lacs de Biggar
 (février 2014).
Si vous disposez d'ouvrages ou d'articles de référence ou si vous connaissez des sites web de qualité traitant du thème abordé ici, merci de compléter l'article en donnant les références utiles à sa vérifiabilité et en les liant à la section « Notes et références ».
 (janvier 2015).
Les Lacs de Biggar sont une série de plusieurs lacs situés sur le territoire de la municipalité rurale de Biggar No. 347 (en), dans la Saskatchewan, au Canada. Les trois lacs principaux sont Castlewood Lake, Biggar Trout Pond, et Coopers Lake.
Castlewood Lake est situé à environ 4,4 km à l'ouest de Biggar, en Saskatchewan. Il est accessible par les autoroutes 14 et 51. Il dispose d'une plage, d'un barrage, de quatre péninsules et d'une île. Il fait environ 5 km de long et 50 m de large au point le plus large. Au point le plus profond, il fait environ 3 m de profondeur.
Biggar Trout Pond est situé à environ 2 km au nord de Biggar. Il est accessible depuis l'autoroute 4. Il dispose d'une aerater, d'un grill, d'un ponton de pêche, de zones de pique-nique couverte et d'une île (plus ou moins grande selon le niveau d'eau, il peut aussi y avoir une île supplémentaire par basses eaux). Il fait environ 200 m de large et 200 m de long, et a une profondeur d'environ 1,5 m. Il est rempli de truites par des bénévoles locaux.
Coopers Lake est située à environ 4,5 km à l'ouest de Biggar, juste à côté de Castlewood Lake. Il est accessible par l'autoroute 14. Il fait environ 200 m de long par 50 m de large et a une profondeur de 3 m.

## Historique
| Nom               | Année de création (étang) | Année de création (lac) |
| ----------------- | ------------------------- | ----------------------- |
| Coopers lake      | 1930                      | 1959                    |
| Castlewood Lake   | 1809                      | 1860                    |
| Biggar Trout pond | 1969                      | N/A                     |

### Castlewood Lake

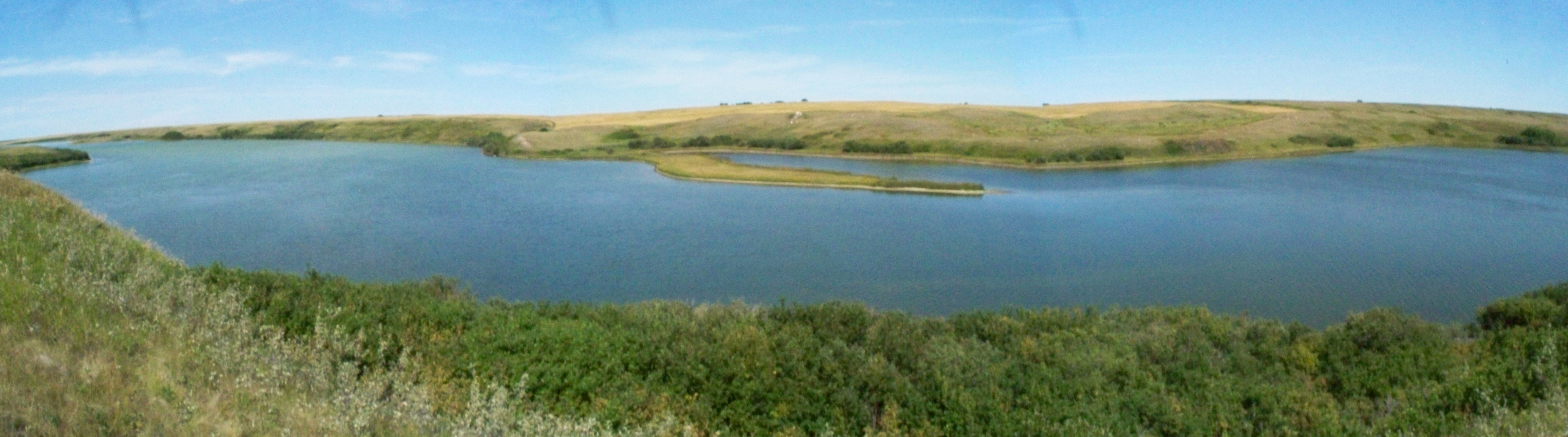
Castlewood Lake

Castlewood Lake était initialement un petit étang utilisé par les indigènes pour stocker les poissons dans les années 1800. Puis, après quelques décennies, les indigènes sont partis. Au fil du temps la pluie a transformé le bassin en un lac tel qu'il est maintenant.

### Coopers Lake
Coopers Lake était un étang pour les vaches dans les années 1930. Après un certain temps, la pluie et la fonte des neiges l'ont rendu plus profond. Aujourd'hui, les habitants de Biggar ont planté des arbres autour.

### Biggar Trout Pond

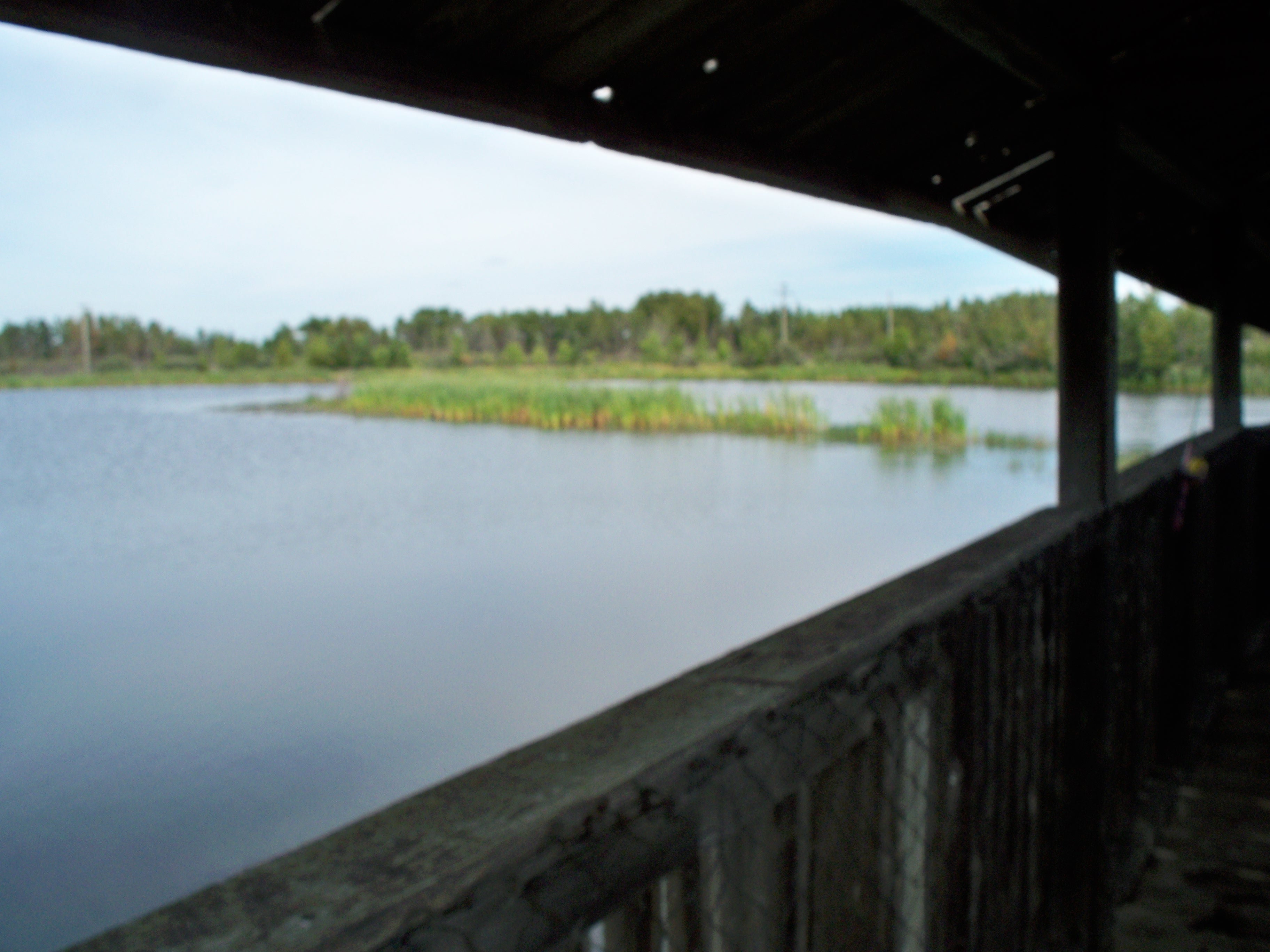
Biggar Trout Pond

Biggar Trout Pond était à l'origine des terres agricoles dans les années 1960. Plus tard, le terrain a été acheté pour faire un terrain de golf de 9 trous. Ayant un peu d'espace disponible, et celui-ci étant déjà un marécage, la ville a creusé un trou de 200 m de côté et de 5 pieds de profondeur dans le sol et l'a rempli avec de l'eau. Maintenant, il a une île et un ponton pour pêcher.

## Faune
Castlewood Lake abrite de nombreux types d'animaux tels que les mouettes, les salamandres, les rats musqués, rats, souris, grenouilles, des coyotes, des canards, des oies, des lapins, des moustiques, des coccinelles, des escargots, des cerfs et d'autres types d'oiseaux et d'insectes. Les deux autres lacs ont une faune similaire. Castlewood Lake a aussi petits cactus, arbustes (cerisier de Virginie, buissons de Silverwood) et le blé (d'une ferme voisine).

## Pêche
La Biggar Trout Pond permet de pêcher à la truite au printemps et en été. Castlewood Lake et Coopers Lake n'ont pas le poisson.